# IC 3626
IC 3626 је спирална галаксија у сазвјежђу Береникина коса која се налази на листи објеката дубоког неба у Индекс каталогу.
Деклинација објекта је + 25° 40' 36" а ректасцензија 12h 39m 31,6s. Привидна величина (магнитуда) објекта IC 3626 износи 14,9 а фотографска магнитуда 15,7. IC 3626 је још познат и под ознакама CGCG 129-14, KUG 1237+259, PGC 42355.